# Medvěděvova–Sponheuerova–Kárníkova stupnice
Medvěděvova-Sponheuerova-Kárníkova stupnice (MSK-64) je stupnice, užívaná v seismologii k vyjádření makroseismické intenzity zemětřesení. Stupnice byla vytvořena Sergejem Medvěděvem (Sovětský svaz), Wilhelmem Sponheuerem (NDR) a Vítem Kárníkem (Československo) v roce 1964. S menšími úpravami byla v Evropě a v Sovětském svazu používána do roku 1990, kdy Evropská seismologická komise vytvořila novou stupnici EMS-98, která ale ze stupnice MSK-64 volně vychází. Stupnice MSK-64 je dosud standardně v užívání v Indii, Izraeli a zemích SNS. Přes oficiální užívání stupnice EMS-98 se někdy stupnice MSK-64 používá i v České republice.

## Stručný popis makroseismické stupnice MSK-64
- I. Zaznamenatelné pouze přístroji.
- II. Pozorován citlivými osobami v klidu, zvláště ve vyšších patrech budov.
- III. Část obyvatelstva uvnitř budov je pociťuje jako slabý otřes, venku jen výjimečně. Otřesy se podobají projíždění nákladního auta. Zavěšené předměty se mohou kývat.
- IV. Lze pozorovat i mimo budovy, spící se většinou probudí. Otřesy připomínají projíždění těžkých nákladních vozidel.Okna dveře a nádobí drnčí, zavěšené předměty se kývají.
- V. Pozoruje jej i venku mnoho lidí, budovy se chvějí, lehčí předměty se posunují, kyvadlové hodiny se zastavují, dveře a okna se zavírají a otvírají.
- VI. Pocítěno většinou lidí uvnitř i venku, mnoho lidí s úlekem vybíhá ven, ztrácejí rovnováhu, i těžký nábytek se posunuje, rozezvučí se zvony, objevují se trhliny v omítce.
- VII. Pociťují i lidé jedoucí v motorových vozidlech, objevují se trhliny ve zdech, špatně založené budovy se řítí, vodní plochy se vlní.
- VIII. Vyvolává zděšení a paniku, velké škody na většině budov, boří se stěny, v půdě se objevují trhliny.
- IX. Všeobecná panika, i u nejkvalitněji postavených budov vznikají trhliny ve zdech, ostatní stavby jsou vážně poškozeny a částečně se hroutí, mohou být ohnuty železniční koleje.
- X. Vážné škody i u budov se speciální konstrukcí, většina budov je zničena, poškozené hráze, mosty, železnice a potrubí.
- XI. Všeobecná katastrofa, všechny druhy budov těžce poškozeny, dochází k sesuvům půdy a řícení skal.
- XII. Dochází ke změně tvářnosti krajiny. Prakticky všechny stavby jsou těžce poškozeny nebo zničeny. Pozorují se horizontální i vertikální posuny podél velkých trhlin.